# Merceya pellucida
Merceya pellucida là một loài rêu trong họ Pottiaceae. Loài này được Broth. mô tả khoa học đầu tiên năm 1910.